# Anne-Cécile Robert
Anne-Cécile Robert (...) è una giornalista, scrittrice e insegnante francese, specializzata nei temi delle istituzioni europee e africane.
Fa parte del Consiglio di Direzione di Le Monde Diplomatique ed è professore associato all'Istituto di Studi Europei dell'Università di Parigi 8. Fa inoltre parte del Comitato Scientifico di ATTAC France, un movimento nato nel 1998 per il controllo democratico dei mercati finanziari. Infine è autrice di numerosi saggi di argomento socio-economico, di cui due (Un Totalitarisme Tranquille e Le Peuple Inattendu) scritti a quattro mani con il politico, scrittore e filosofo Andrè Bellon.

## Opere
- con Andrè Bellon: Un Totalitarisme Tranquille. La Democratie Confisquée, Syllepse, 2001.
- con Andrè Bellon: Le Peuple Inattendu, Syllepse, 2003.
- con la prefazione di Odile Sankara e Boubacar Boris Diop: L'Afrique au Secours de l'Occident, Editions de l'Atelier, 2004; ediz. it. L'Africa in Soccorso dell'Occidente, EMI.
- Confessions d'un enfant du siecle mondialisè, Mille et Une Nuits, 2006.